# Raymond Buckley

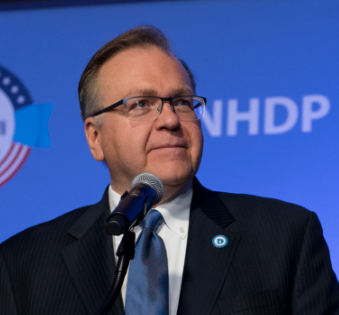
Raymond Buckley

Raymond Buckley (* 1959 in Keene, New Hampshire) ist ein US-amerikanischer Politiker der Demokratischen Partei.
Buckley war von 1986 bis 2004 Abgeordneter im Repräsentantenhaus von New Hampshire. 2007 wählten die Demokraten im Bundesstaat New Hampshire ihn zu ihrem Parteivorsitzenden als Nachfolger von Kathleen Sullivan. Buckley lebt offen homosexuell in Manchester.